# Veglie
Veglie est une commune italienne de la province de Lecce, dans la région des Pouilles.

## Administration
| Période                                  | Période  | Identité          | Étiquette       | Qualité |
| ---------------------------------------- | -------- | ----------------- | --------------- | ------- |
| 30/03/2010                               | En cours | Alessandro Aprile | (liste civique) |         |
| Les données manquantes sont à compléter. |          |                   |                 |         |

### Hameaux
Monteruga.

### Communes limitrophes
Campi Salentina, Carmiano, Leverano, Nardò, Novoli, Salice Salentino.